# Brodnica Górna (gromada)
Brodnica Górna – dawna gromada, czyli najmniejsza jednostka podziału terytorialnego Polskiej Rzeczypospolitej Ludowej w latach 1954–1972.
Gromady, z gromadzkimi radami narodowymi (GRN) jako organami władzy najniższego stopnia na wsi, funkcjonowały od reformy reorganizującej administrację wiejską przeprowadzonej jesienią 1954 do momentu ich zniesienia z dniem 1 stycznia 1973, tym samym wypierając organizację gminną w latach 1954–1972.
Gromadę Brodnica Górna z siedzibą GRN w Brodnicy Górnej utworzono – jako jedną z 8759 gromad na obszarze Polski – w powiecie kartuskim w woj. gdańskim na mocy uchwały nr 17/III/54 WRN w Gdańsku z dnia 5 października 1954. W skład jednostki weszły obszary dotychczasowych gromad Brodnica, Przewóz i Ręboszewo ze zniesionej gminy Chmielno w tymże powiecie. Dla gromady ustalono 15 członków gromadzkiej rady narodowej.
1 stycznia 1962 do gromady Brodnica Górna włączono miejscowości Nowe Czaple, Stare Czaple, Kluzypowo i Czapielski Młyn ze zniesionej gromady Gołubie w tymże powiecie.
31 lipca 1968 gromadę zniesiono, a jej obszar włączono do gromad: Dzierżążno z siedzibą w Kartuzach (miejscowości Brodnica Górna, Brodnica Dolna, Dejk, Grzebieniec, Haska, Kamionka Brodnicka, Kalka, Legart, Maks, Mostki, Na Łąkach, Ostrowo, Przewóz, Przybród, Ręboszewo, Sarnówko, Smętowo Chmieleńskie, Sznurki, Szrótowo, Szklana Huta i Złota Góra) i Stężyca (miejscowości Czaple Nowe, Czaple Stare i Czapielski Młyn) w tymże powiecie.